# Saint-Léger-aux-Bois (Sekwana Nadmorska)
Saint-Léger-aux-Bois – miejscowość i gmina we Francji, w regionie Normandia, w departamencie Sekwana Nadmorska.
Według danych na rok 1990 gminę zamieszkiwało 509 osób, a gęstość zaludnienia wynosiła 46 osób/km² (wśród 1421 gmin Górnej Normandii Saint-Léger-aux-Bois plasuje się na 448. miejscu pod względem liczby ludności, natomiast pod względem powierzchni na miejscu 289.).